# Trausis
Els trausis (en llatí trausi, en grec antic Τραύσοι) eren un poble de Tràcia. Ocupaven el sud-est dels monts de Ròdope, a l'oest del riu Hebros.
Heròdot explica alguns dels seus costums: quan naixia un fill, els seus parents s'asseien al seu entorn i li explicaven les desventures que passaven als éssers mortals i lamentaven la seva sort. Quan un moria l'enterraven amb alegres festes per celebrar que deixava enrere les coses dolentes de la vida. Pomponi Mela segueix Heròdot en parlar dels costums d'aquest poble.
L'enciclopèdia Suides i Hesiqui de Milet parlen d'una tribu escita anomenada també trausis, que segons Esteve de Bizanci podrien ser els agatirsos. També Esteve de Bizanci parla d'un poble celta que portava el nom de trausis i alguns autors han suposat que els trausis de Tràcia i els celtes trausis eren el mateix poble, cosa que Estrabó desmenteix expressament.